# IC 2191
IC 2191 ist eine linsenförmige Galaxie vom Hubble-Typ S0 im Sternbild Zwillinge auf der Ekliptik. Sie ist schätzungsweise 417 Millionen Lichtjahre von der Milchstraße entfernt.
Das Objekt wurde am 7. Februar 1896 von Stéphane Javelle entdeckt.